# Wix.com
Wix е израелска софтуерна компания, която разработва платформа за изграждане на уеб сайтове. Платформата позволява на потребителя да създаде модерен уебсайт с адаптивен дизайн с HTML5 напълно безплатно и без да са необходими предварителни познания в области като програмиране или уебдизайн. Седалището на компанията е в Израел, но тя има офиси и в Бразилия, Германия, Индия, Ирландия, Канада, Литва, САЩ и Украйна. Wix е основана през 2006 г. в Израел и към 2020 г. е публична компания, чиито акции се търгуват на борсата Nasdaq, а пазарната ѝ стойност през май 2017 г. е била 3,2 милиарда щатски долара.